# Helen Macdonald
Helen Macdonald (geboren 1970) ist eine britische Autorin, Lyrikerin, Illustratorin und Historikerin. 

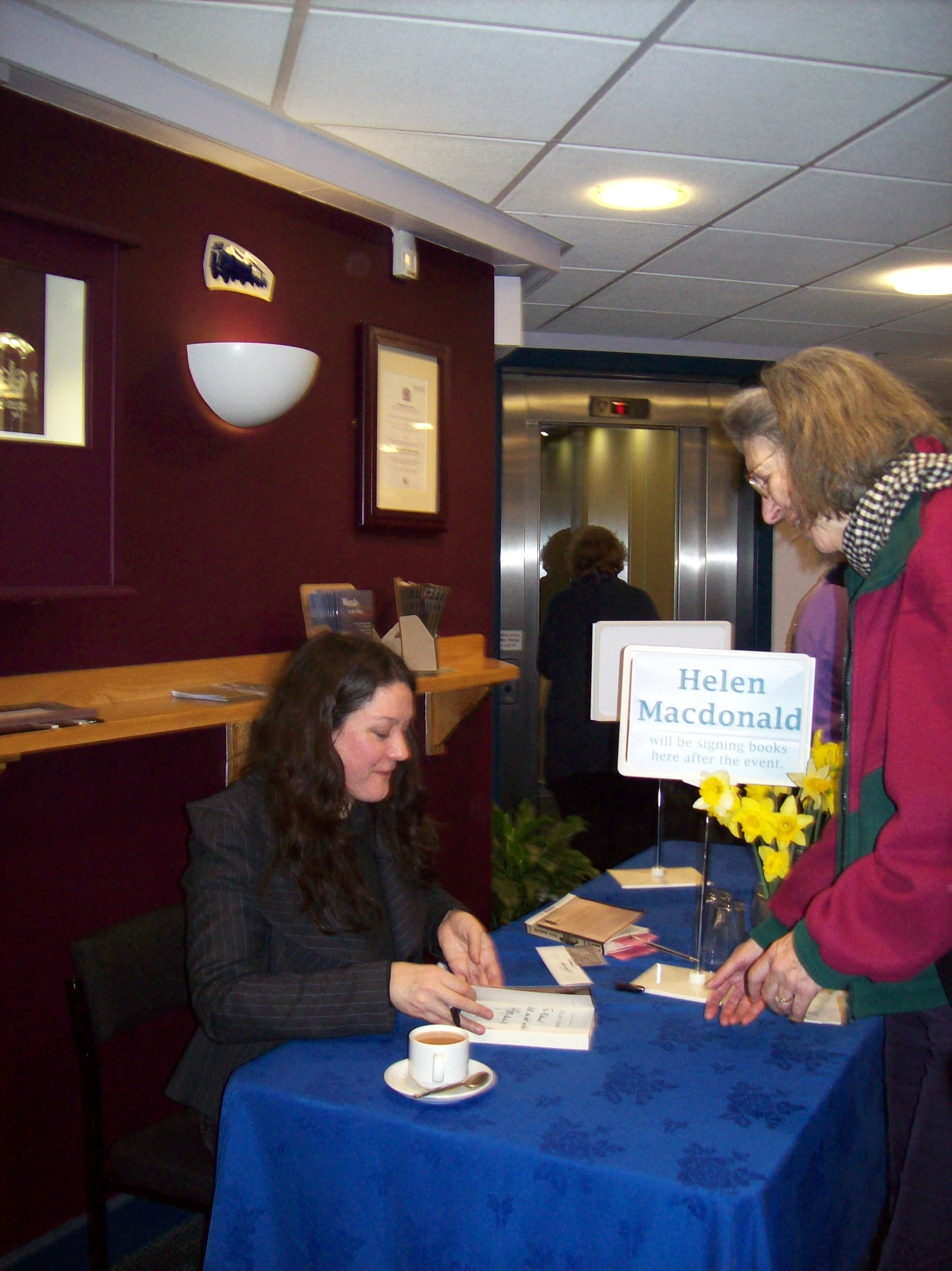
Helen Macdonald (2015)

## Leben
Helen Macdonald wuchs in Camberley auf. Sie studierte Englisch an der University of Cambridge und arbeitete zunächst von 2004 bis 2007 als Research Fellow am Jesus College (Cambridge). Sie ist ein Affiliated Scholar an der University of Cambridge im Bereich Geschichte und Philosophie der Wissenschaften. Macdonald schreibt über Vögel und Menschen. Macdonald identifiziert sich als nichtbinär.

## Politische Einstellungen
Im Oktober 2024 gehörte Macdonald zu den Unterzeichnern eines Aufrufs zum Boykott israelischer Kulturinstitutionen, „die an der überwältigenden Unterdrückung der Palästinenser mitschuldig sind oder diese stillschweigend beobachtet haben“.

## Schriften
- Shaler’s Fish. 2002.
- Falcon (Animal). 2012.
  - Falke. Biographie eines Räubers. Aus dem Englischen von Frank Sievers. München: C. H. Beck 2016, ISBN 978-3-406-70574-8.
- H is for Hawk. 2014. 
  - H wie Habicht. Aus dem Englischen von Ulrike Kretschmer. Berlin: Allegria 2015, ISBN 978-3-7934-2298-3.
- Vesper Flights. 2020.
  - Abendflüge. Essays. Aus dem Englischen von Ulrike Kretschmer. München: Carl Hanser 2021, ISBN 978-3-446-26930-9.
- Sin Blaché, Helen Macdonald: Prophet. Penguin 2023.
  - Sin Blaché, Helen Macdonald: Prophet : Roman. Übersetzung Thomas Gunkel. München: Carl Hanser 2023.

## Auszeichnungen
- 2014: Costa Book Award Book of the Year[5] und Samuel-Johnson-Preis für H is for Hawk
- 2016: Prix du Meilleur livre étranger für M pour Mabel